# Maó (Gerichtsbezirk)
Der Gerichtsbezirk Maó ist einer der sechs Gerichtsbezirke in der autonomen Gemeinschaft Balearische Inseln.
Der Bezirk umfasst 4 Gemeinden auf einer Fläche von 273,47 km² mit dem Hauptquartier in Maó.

## Gemeinden
| Gemeinde           | Einwohner (2024) | Fläche km² | Dichte Einw./km² | Cod INE | Postleitzahl |
| ------------------ | ---------------- | ---------- | ---------------- | ------- | ------------ |
| Alaior             | 10.042           | 109,86     | 91               | 07002   | 07730        |
| Es Castell         | 7.772            | 11,66      | 667              | 07064   | 07720        |
| Maó                | 30.419           | 117,20     | 260              | 07032   | 07700-07714  |
| Sant Lluís         | 7.130            | 34,75      | 205              | 07052   | 07710        |
| Gerichtsbezirk Maó | 55.363           | 273,47     | 202              | –       | –            |